# Lazofoxifen
A lazofoxifen (INN: lasofoxifene) csontritkulás elleni szer menopauza után.

## Adagolás, alkalmazás
A szokásos adag naponta egyszer 500 µg. Az étrendet kalciummal és/vagy D-vitaminnal kell kiegészíteni, ha a bevitel nem megfelelő. A gyógyszert hosszú ideig kell szedni, hogy a hatása tartós maradjon.
A szert kizárólag menopauza után vizsgálták, ezért nyomatékosan ellenjavallt terhes nőknél, szoptató anyáknál, férfiaknál, gyermekeknél. Az enyhébb máj- és vesebetegség nem befolyásolta az adagolást, súlyosabb eseteket viszont nem vizsgáltak. Idősebb korban nem kell módosítani az adagot.

## Gyógyszerészeti jellemzők
A lazofoxifen szelektíven kötődik az ösztrogén-receptorokhoz: egyes útvonalakat aktivál, másokat gátol. Ösztrogénszerű agonista hatást fejt ki a csontokban, antagonista hatást az emlőben.
A menopauza vagy a méh eltávolítása következtében lecsökkent ösztrogénszint a csontanyagcsere felgyorsulásához vezet, melyben a felszívódás meghaladja a csontképződést. A csonttömeg-csökkenés növeli a gerinc-, csípőtájéki és csuklótörés kockázatát.
A lazofoxifen a kísérletek során növelte a csont ásványianyag-sűrűségét, gátolta a csont felszívódását és csökkentette a csonttörések számát.
Az ösztrogéntartalmú gyógyszerek rendszerint növelik az emlőrák kockázatát. A lazofoxifen a szelektív kötődés következtében épp ellenkezőleg: gátolja a mellrák kialakulását.
A kísérletek szerint a lazofoxifen csökkentette az LDL- és összkoleszterinszintet. A HDL- és VLDL-szintben nem figyeltek meg változást. Ugyancsak csökkentette a szívinfarktusok, koszorúér-események számát.
A szer enyhítette a hüvelygyulladás legkellemetlenebb tüneteit, csökkentette a hüvely pH-értékét.

## Mellékhatások
A szer növeli a mélyvénás trombózis, tüdőembólia és retinális vénatrombózis kockázatát.
Gyakori mellékhatások: izomgörcsök, hőhullámok, hüvelyi folyás.